# Emil Repciuc
Emil Eugen Repciuc (n. 26 noiembrie 1911, Cernăuți - d. 12 octombrie 1981, București) a fost un anatomist român, profesor universitar de anatomie descriptivă la Universitatea de Medicină și Farmacie „Carol Davila” din București. Contribuții în diferite domenii ale  anatomiei descriptive,  anatomiei topografice și anatomiei patologice, în special în sistemul vascular.

## Biografia
Emil Eugen Repciuc s-a născut la Cernăuți la 26 noiembrie 1911. A murit la București pe 12 octombrie 1981, la vârsta de 70 de ani, după o lungă și gravă boală. A studiat la Colegiul Național din Iași. A absolvit Facultatea de Medicină din Iași între 1928-1934. A urmat și cursurile facultății de Fizico-matematici din Iași. Elev al profesorului Gr. T. Popa. A obținut diploma de doctor la Iași în 1936. Este doctor în medicină la Facultatea de medicină din Iași, din 1937.

## Activitatea didactică
În 1936 Emil Repciuc a fost numit preparator la Institutul anatomic din Iași, iar din 1942 a funcționat ca asistent la anatomie la Iași până în 1942.
În 1942 a fost transferat cu aceeași funcție la Institutul de anatomie din București. În 1943 a fost numit conferențiar suplinitor la catedra de anatomie topografică de la Universitatea de Medicină, unde a fost și medic secundar la spital.
În 1948 are loc reforma învățământului (decretul 312 / 9 nov. 1948), prin care se transformă Institutul Clinico-Stomatologic în Facultatea de Stomatologie, primul Decan fiind profesorul Emil Eugen Repciuc, pe care a condus-o din 1949 până în 1953
Din 1949, a devenit profesor titular. Din anul 1947 până în 1949, catedra de anatomie a Facultății de Medicină din București, nu a avut profesor titular, fiind suplinită de profesorii I. Th. Riga și Emil Repciuc. În 1949 este numit titular al acestei catedre profesorul Emil Repciuc, iar Ilie Th. Riga trece la catedra de anatomie topografică. În 1953 s-a înființat o a doua catedră de anatomie, atașată facultăților de stomatologie, pediatrie și igienă. Ca titular al acestei noi catedre a fost numit profesorul E. Repciuc, iar la cea din cadrul Facultății de medicină generală a fost transferat de la Timișoara prof. Z. Iagnov.

## Activitatea științifică

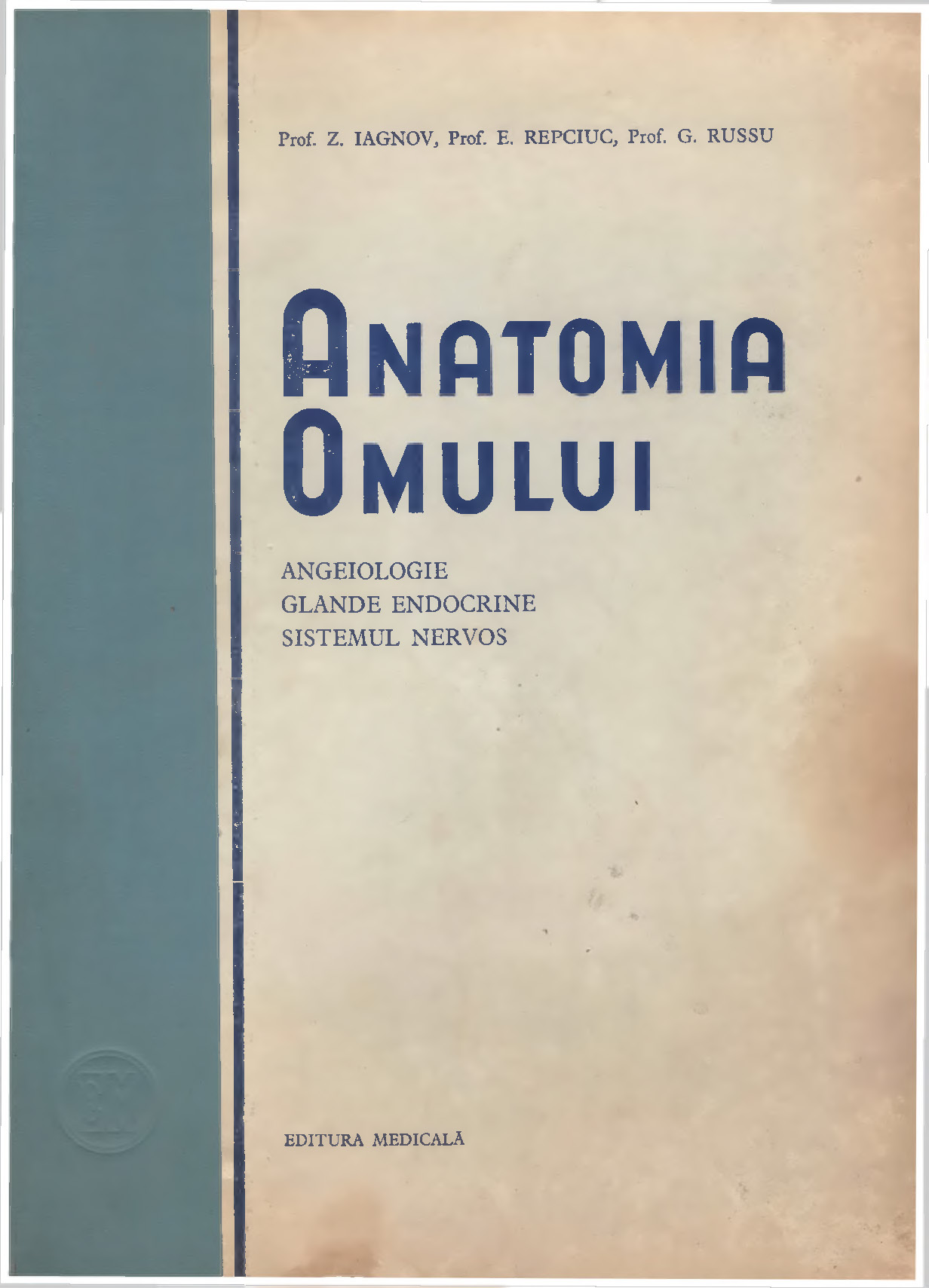

Deoarece după absolvirea acestei facultăți a urmat un timp și cursurile Facultății de Fizico-matematici în același oraș, cursurile sale de anatomie și cercetările sale morfologice având o notă dominantă de gândire fizico-matematică.
Contribuții în diferite domenii ale  anatomiei descriptive,  anatomiei topografice și anatomiei patologice, în special în sistemul vascular. A adus date noi  despre pernițele musculoelastice arteriale, segmentarea rinichiului, deformațiile de vârstă, structurile endocrine. A studiat variabilitatea vaselor hipofizare și a emis o nouă interpretare a circulației porte.
Pe lângă numeroase articole publicate în revistele de specialitate, a fost și autorul principal (împreună cu Z. Iagnov și I. G. Rusu) al unui tratat de anatomie umană de referință în literatura de specialitate din România (1954).